# Klaus Wegmann
Klaus Wegmann (* 27. Juli 1932 in Annweiler am Trifels; † 12. Juli 2011 in Tübingen) war ein deutscher Biochemiker, der sich mit Pflanzen-Biochemie befasste. Er war Professor an der Universität Tübingen.

## Leben
Wegmann studierte nach dem Abitur (1952) in Landau in der Pfalz an der TH Karlsruhe Chemie mit dem Vordiplom 1955. Danach war er 1956/57 am Institut für Rebenzüchtung Geilweilerhof bei Ernst Bayer (der später nach Tübingen ging), wo sein Interesse für Pflanzenbiochemie begann. Er untersuchte die blauen Farbstoffe von Reben (Anthocyane) und Kornblumen mit Papierchromatographie. Damals war er auch am Bau der ersten Gaschromatographen in Deutschland beteiligt, die bei der Analyse von Weininhaltsstoffen benutzt wurden. 1957 bis 1963 war er bei der Firma Dielectra in Köln als Forschungschemiker und 1963/64 am Institut für Zellforschung der Fraunhofer-Gesellschaft in Finthen. Anschließend setzte er sein Studium von Chemie und Biologie in Tübingen fort und wurde dort 1968 bei Helmut Metzner promoviert. Thema der Dissertation war die Fixierung von Kohlendioxid in einer Grünalge (Dunaliella), die er mit radioaktiven Isotopen untersuchte. Die Grünalge war auch später eines seiner bevorzugten Versuchs-Lebewesen, an der er die Regulation des osmotischen Drucks je nach Umweltbedingung und die Produktion von Glycerin studierte. 1971 habilitierte er sich in Tübingen, wurde dort 1975 Universitätsdozent und 1980 Professor für Pflanzenbiochemie. 1997 wurde er pensioniert. Danach war er viel in Rumänien aktiv, wo er ab 2003 Gastprofessor an der 1990 gegründeten privaten  Vasile-Goldiș-Universität in Arad war. Er starb nach schwerer Krankheit.
Er befasste sich mit ökologischer Biochemie von Pflanzen (u. a. Akkumulation von Schwermetallen) und mit parasitären Pflanzen (Sommerwurzen, Striga, Biochemie der Wechselwirkung Parasit-Wirt und Resistenzen mancher Pflanzen gegen den Parasiten). Die Sommerwurzen sind unter anderem Parasiten bei Sonnenblumen und Tabak und in der Folge befasste er sich auch mit der Biochemie der Tabakpflanzen (Tabakaroma, analytische Charakterisierung von Tabaksorten u. a.).
Wegmann befasste sich auch mit dem Chaosforscher Otto E. Rössler mit chaotischen chemischen Reaktionen (wie der  Belousov-Zhabotinsky-Reaktion) und mit Resistenz von Pflanzen gegen Krankheiten.
Außerdem befasste er sich mit der Flora von Australien (insbesondere Neophyten). Er war zu längeren Forschungsaufenthalten in Kanada, Ägypten und Australien.
Er war Ehrendoktor der Universitäten Arad (wo er Prorektor war und die Biochemie aufbaute) und Hermannstadt in Rumänien und Ehrenpräsident der Hochschule für Ökobiotechnologie in Caracal in Rumänien.

## Schriften
- mit Meyers Lexikonredaktion: Meyers Kleines Lexikon der Ökologie 1987
- mit anderen: Schüler-Duden Ökologie, 1988, 2. Auflage 2002